# Белый ветер (альбом)
«Бе́лый ве́тер» — седьмой студийный альбом российской хеви-метал группы «Чёрный Кофе», который вышел на лейбле CD-Maximum в 2007 году, однако оригинал 6 мая 2002 года.

## Об альбоме
В оригинале альбом вышел в 2002 году, а в 2007 вышло ремастированное переиздание на лейбле CD-Maximum.

## Список композиций
| №   | Название                                   | Текст песни           | Музыка       | Длительность |
| --- | ------------------------------------------ | --------------------- | ------------ | ------------ |
| 1.  | «Убытие»                                   | Д.Варшавский, П.Смеян | Д.Варшавский | 1:00         |
| 2.  | «Я не ранен - я убит»                      | М.Аничкин             | Д.Варшавский | 4:02         |
| 3.  | «Девятый день»                             | М.Аничкин             | Д.Варшавский | 6:18         |
| 4.  | «Прощай!»                                  | М.Аничкин             | Д.Варшавский | 5:02         |
| 5.  | «Причал»                                   | М.Аничкин             | Д.Варшавский | 3:50         |
| 6.  | «Сверхпланрок» (Led Zeppelin cover)        | П.Смеян               | Page/Plant   | 4:39         |
| 7.  | «Мёртвые души»                             | Д.Варшавский          | Д.Варшавский | 4:19         |
| 8.  | «Чёрт знает что»                           | П.Смеян               | Д.Варшавский | 3:44         |
| 9.  | «Растоптанный ногами» (Led Zeppelin cover) | П.Смеян               | Page/Plant   | 5:55         |
| 10. | «Слово»                                    | А.Бутузов             | Д.Варшавский | 4:15         |
| 11. | «Замок любви»                              | М.Аничкин             | Д.Варшавский | 4:11         |
| 12. | «Соло скелета» (инструментал)              |                       | Д.Варшавский | 1:03         |
| 13. | «Белый ветер»                              | А.Шаганов             | Д.Варшавский | 6:02         |

## Участники записи
Чёрный Кофе:
- Дмитрий Варшавский - вокал, гитара
- Павел Смеян - бас-гитара, вокал (8), бэк-вокал (6, 7), клавишные
- Сергей Почиталов - ударные

Приглашенные музыканты:
- Александр Кривцов - бас-гитара (2, 5, 13)
- Дэвид Пирс - губная гармоника (2, 5)
- Матвей Аничкин - синтезаторы (3, 4, 9)
- Крис Кельми - гармонизация (6)
- Федор Васильев - бас-гитара (6-11)
- Анатолий Абрамов - ударные (2-4)
- Анна - вокал (1)